# The Futuristic Sounds of Sun Ra
The Futuristic Sounds of Sun Ra ist ein Jazzalbum von Sun Ra. Die am 10. Oktober 1961 im Medallion Studio in Newark, New Jersey, entstandenen Aufnahmen erschienen 1962 als Langspielplatte auf Savoy Records, 1984 auch unter dem Titel „We Are in the Future“. 1990 wurden die Aufnahmen in Frankreich bei Disques Vogue erstmals als Compact Disc veröffentlicht.

## Hintergrund
Dies war eine der frühesten LP-Veröffentlichungen von Sun Ra unter eigenem Namen und seine einzige Veröffentlichung für das Label Savoy Records. Aufgenommen im Oktober 1961, ist dies wahrscheinlich die erste Aufnahme, die das Arkestra nach seiner Ankunft in New York gemacht hat, notierte Sean Westergaard in Allmusic. Auf dieser Platte ist Sun Ra ausschließlich am akustischen Klavier zu hören und wird von einem „kleineren“ achtköpfigen Arkestra unterstützt, dem neben den eigentlichen Mitgliedern John Gilmore (Bassklarinette & Tenorsaxophon), Pat Patrick (Baritonsaxophon), Marshall Allen (Altsaxophon/ Flöte) Ronnie Boykins (Bass) und Schlagzeuger Willie Jones auch der Detroiter Posaunist Bernard McKinney und der Perkussionist Leah Ananda gehörten; für den Titel „China Gate“ war noch der Sänger Ricky Murray engagiert.
Dieses Album wurde von Tom Wilson produziert, der auch die erste Sun-Ra-LP Jazz by Sun Ra (1956) für das Label Transition produzierte (die später von Delmark Records als Sun Song neu aufgelegt wurde). Trotz des herausfordernden Titels und eines ansprechenden Coverbildes verkaufte sich das Album kaum; es erhielt ursprünglich auch keine Besprechung. Zudem enthielten die Liner Notes der Erstausgabe, die Produzent Tom Wilson verfasste, einige Fehler; auch waren einige Stücktitel fehlerhaft geschrieben.
Hört man sich Sun Ras musikalischen Formen an, würden diese an und für sich vertraut klingen, notierte Matthew Wuetrich, „Bassism“ verführerisch mit fragmentierten Bluestönen, aber der Sound bewege sich weg, als würde das Arkestra durch die Leere des Raums spielen. „Space Jazz Reverie“ klinge vordergründig wie eine Hardbop-Version eines großen Ensembles: Swing im mittleren Tempo, seltsame, aber nicht ungewöhnliche Intervalle und eine Reihe von Soli. Aber Ras Comping auf dem Piano erzeuge eine verstörende Kulisse, die die Melodie nur leicht aus dem Gleichgewicht bringe – dichte Akkorde wollen zu Klangclustern werden, Harmonie und Melodie würden beginnen, mit dem Rhythmus zu verschmelzen. Nach den Soli kommt eine bizarre Bridge, in der Bernard McKinney auf der Posaune und Marshall Allen auf dem Altsaxophon zwei unterschiedliche Themen miteinander verweben, nur um wieder aufgelöst im Head Arrangement anzukommen. Diese Herangehensweise hört man auch bei „Jet Flight“, „What’s That?“ und "Where Is Tomorrow?". „Looking Outward“ baue auf einem vertrauten afrokubanischen Rhythmus auf, aber es sei nur skeletthaft, lediglich die Idee von afrokubanischer Musik. Das Arkestra schmücke es mit einer tranceartigen Flötenfigur und einem fernen, sehnsuchtsvollen Bassklarinetten-Drone. „The Beginning“ und „New Day“ mutieren das afrokubanische Motiv auf ähnliche Weise, behalten Ronnie Boykins’ starke, zyklische Basslinien bei und fügen jetzt hell klingende Glocken, schreiende Bläser und ein noch reichhaltigeres Perkussionsbett hinzu.

## Titelliste
- Sun Ra: The Futuristic Sounds of Sun Ra (Savoy Jazz MG 12169)[4]

1. Bassism 4:05
2. Of Sounds and Something Else 2:52
3. What’s That? 2:13
4. Where Is Tomorrow? 2:48
5. The Beginning 6:28
6. China Gates 3:23
7. New Day 5:50
8. Tapestry from an Asteroid 3:01
9. Jet Flight 3:14
10. Looking Outward 2:49
11. Space Jazz Reverie 4:54

Die Kompositionen stammen von Sun Ra.

## Rezeption
Sean Westergaard verlieh dem Album in Allmusic vier Sterne und schrieb, man habe es mit einem kleinen Arkestra mit sieben Hauptinstrumentalisten zu tun, das immer noch die boppige, stark arrangierte Musik spiele, die für die Chicagoer Jahre (1954–1961) charakteristisch sei. Ra spiele während der gesamten Session akustisches Piano, aber verschiedene Percussion-Instrumente seien über die Band verteilt, was einigen Melodien eine leicht exotische Note verleihe. John Gilmore spiele bei einigen Stücken Bassklarinette (sowie bei einigen großartigen Tenor-Soli), und Marshall Allens Flötenspiel sei wie immer exzellent. Mit Ausnahme von „The Beginning“ klängen alle Melodien sehr zugänglich. Dies sei ein Spiel für all die Hörer, die glauben würden, dass das Arkestra nur Lärm gemacht habe.
Nach Ansicht von Matthew Wuethrich (All About Jazz) besteht The Futuristic Sounds of Sun Ra aus einer Reihe köchelnder, swingender, Riff-betonter Melodien voll geschickter Kontrapunkte. An der Oberfläche würden diese eine eher zurückhaltende Seite von Ra und seinem Arkestra zeigen, doch darunter lauerten einige beunruhigende Emotionen. Einige könnten dies mit Distanziertheit oder schlimmer noch mit emotionalem Vakuum verwechseln, doch dies sei nicht der Fall.
Doch es sei schwierig, zu beschreiben zu versuchen, was genau diese neuartigen, jenseitigen Emotionen sind bzw. über das zu sprechen, was die Musik zu sagen versucht; das müsse jeder selbst herausfinden. Für den Autor klinge The Futuristic Sounds of Sun Ra wie die Fantasie bei der Arbeit, was einen wunderschönen Klang erschaffe.
J. Simpson (Nikil Zine) schrieb, Sun Ras Musik auf dem Album könnte genauso gut als „die prähistorischen Klänge“ beschrieben werden, da es an alte sumerische Rituale ebenso erinnert wie an den Asteroidenabbau. Es schaffe es auch, die Vergangenheit, Gegenwart und Zukunft des Jazz in nur 41 Minuten zusammenzufassen. Ra habe klare futuristische Absichten und erweitert traditionelle Jazzharmonien und -strukturen, um „jenseitige Emotionen zu erzeugen“, die als Jazz getarnt sind, um eines von Sun Ras Gedichten zu paraphrasieren. Thematisch bewege sich dieser fest im Terrain des „Space Jazz“ von Sun Ra, mit Titeln wie „Where Is Tomorrow?“ oder „Tapestry from an Asteroid“. Schlüsselwort seien jenseitige Emotionen, das heißt Emotionen, die nicht von dieser Erde sind, wie der Schock und die Ehrfurcht, die Sonne aus den Ringen des Saturn aufgehen zu sehen, oder das Heimweh, 12.000 Lichtjahre von zu Hause entfernt zu sein. Das Album sei ebenso sehr King Oliver wie König Alulim. Das mache es „zur perfekten Einstiegsdroge“ für Freunde des traditionellen Jazz, die einen Zugang zu Sun Ras Werk suchten, aber erlaube auch für diejenigen, die auf freiem und experimentellen Jazz stehen, einen Einstieg in frühere Jazzformen.